# Antonín Bartoš
Antonín Bartoš est un militaire tchécoslovaque qui prit part à la Bataille de France, membre de la résistance tchèque pendant la Seconde Guerre mondiale (et commandant de l'Operation Clay (en)), membre de l'assemblée constituante tchécoslovaque d'après-guerre en tant que représentant du Parti national social tchèque, puis exilé anticommuniste après le coup de Prague.

## Biographie

### Jeunesse
Né le 12 septembre 1910 à Lanžhot, alors en Autriche-Hongrie, d'un père employé des chemins de fer et d'une mère au foyer, il alla au gymnasium de Břeclav pour y devenir un employé des postes entre 1930 et 1932, année où il commença son service militaire en dans un bataillon garde-frontière à Trebišov. N'ayant pas réussi à devenir officier, il retourna à son précédent emploi avant d'être rappelé en 1938. Après la dissolution de l'armée, il s'établit à Hodonín puis Brno.

### Guerre contre le nazisme
De peur d'être emprisonné, il prit la fuite par la Slovaquie, Hongrie, Yougoslavie et Syrie pour arriver en France, où il intégra une force tchécoslovaque qui prit part à la Bataille de France. Il fut ensuite évacué le 13 juillet 1940 sur le sol anglais, où il fut affecté au seconde bataillon de marche où il reçut un enseignement militaire dans une unité spéciale et fut promu Lance corporal en 1941 et sergent en 1943. Il fut finalement parachuté près de Hostišová pour des missions d'espionnage et de coordination des résistants dans la région de Valašské Meziříčí.

### Après-guerre
Il rejoignit le Parti national social tchèque, devenant un membre de l'assemblée nationale provisoire (1945-1946), puis du parlement (1946-1948) de la Troisième République tchécoslovaque . Après le coup de Prague, il s'exila en France. Sous les ordres du général František Moravec il prit part à des actions secrètes et d'espionnage contre la Tchécoslovaquie, avant de s'installer aux États-Unis en 1962 où il devint ingénieur.